# Ted Moses
Ted Moses (Jamésie, 1950) é um político canadense. Em sua carreira administrativa, foi líder do Grande Conselho dos Crees, representante do povo cree, e receptor do título da Ordem Nacional de Quebec. Graduado pela Universidade Ryerson, foi chefe e presidente da Câmara de Eastmain de 1987 a 1990.